# Муравйов Олександр Михайлович

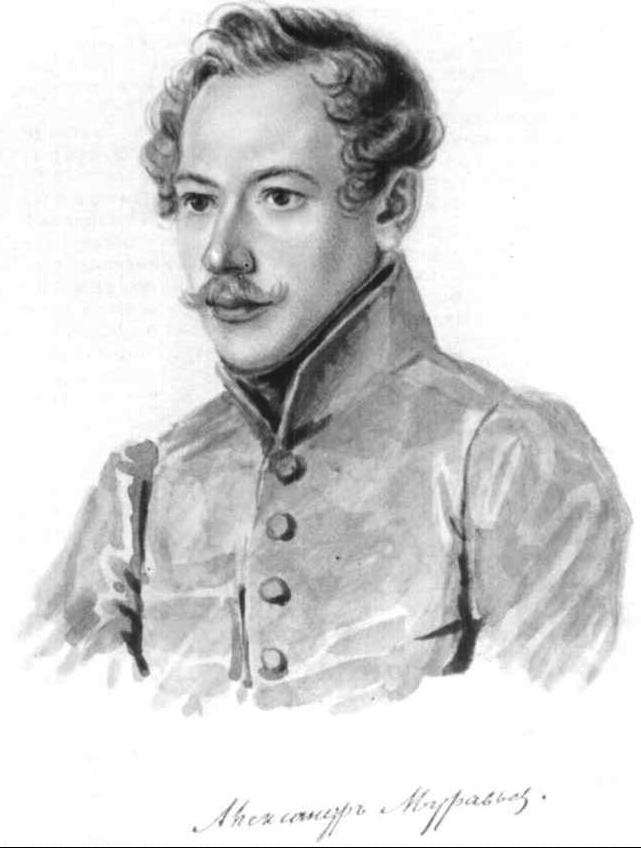
Муравйов Олександр Михайлович 1833 рік. Акварель Бестужева.

Муравйов Олександр Михайлович (19 березня 1802, Петербург — 24 листопада 1853, Тобольськ) — декабрист, корнет лейб-гвардії Кавалергардського полку, молодший брат  Муравйова Микити Михайловича.

## Біографія
Народився в  Петербурзі. Батько — Муравйов Михайло Микитович (1757–1807), письменник, попечитель  Московського університету, товариш міністра народної освіти, сенатор; мати — баронеса Катерина Федорівна Колокольцова (1771–1848). Виховувався вдома.
Член  Союзу благоденства з 1820 года і  Північного товариства.
Заарештований на своїй квартирі 19 грудня 1825 року й поміщений на міський караул, 25 грудня відправлений у Ревельську фортеця, з 30 квітня 1826 року перебував у  Петропавловській фортеці.
Засуджений за IV розряду і по конфірмації 10 липня 1826 року засуджений на каторжні роботи на 12 років, термін скорочений до 8 років — 22 серпня 1826 року. Відправлений закутим до Сибіру — 10 грудня 1826 року. Покарання відбував у  Читинському острозі і  Петровському заводі. За указом від 8 листопада 1832 року підлягав звільненню від каторжної роботи, але за власним проханням залишений в рудниках надалі до закінчення терміну робіт його  брата на тому ж положенні, що і раніше. За указом 14 грудня 1835 року звернений на поселення разом з братом і доктором  Ф. Б. Вольфом у с.  Урік  Іркутської губернії, після смерті брата за клопотанням матері в 1844 році дозволено вступити на службу, визначений канцелярським служителем у штат канцелярії Тобольського загального губернського правління. Прибув до Тобольська — 17 липня 1845 року. Дозволено повернутися з Сибіру і служити в Курську — 12 листопада 1853 року. Помер у Тобольську раніше, ніж отримав звістку про дозвіл виїхати з Сибіру. Похований на Завальному кладовищі.
Дружина (з 1839 року) — Бракман Жозефіна Адамівна.
Мемуарист.